# Billy Green Bush
Billy Green Bush, właśc. William Warren Bush (ur. 7 listopada 1935 w Montgomery w stanie Alabama) – amerykański aktor charakterystyczny. Grywał zazwyczaj postacie dobrych chłopców, szeryfów i policjantów, sporadycznie złoczyńców.
Jego córki-bliźniaczki, Lindsay i Sidney Greenbush, grywały w filmach w dzieciństwie, a syn Clay Greenbush również jest aktorem.

## Filmografia

### Filmy
- Pięć łatwych utworów (1970) jako Elton
- Alicja już tu nie mieszka (1974) jako Donald
- Tom Horn (1980) jako Joe Belle United States Marshals Service
- Rzeka (1984) jako Harve Stanley
- Autostopowicz (1986) jako Trooper Donner
- Critters (1986) jako Jay Brown
- Szaleństwo (1987) jako sędzia McKinsey
- Piątek, trzynastego IX: Jason idzie do piekła (1993) jako szeryf Ed Landis

### Seriale TV
- Bonanza (1970) jako Spanier
- M*A*S*H (1972) jako John „Cowboy” Hodges
- Gunsmoke (1973) jako Kermit
- Ulice San Francisco (1976) jako Fred Cavanaugh
- Starsky i Hutch (1978) jako Willy Hall
- CHiPs (1979) jako Bones Bateman
- Diukowie Hazzardu (1979) jako Marty Garbade
- Drużyna A (1983) jako Cutter's Number Two Man
- After M*A*S*H (1984) jako nieznajomy
- Dallas (1984) jako zastępca szeryfa Rockwell
- Posterunek przy Hill Street (1985–1986) jako Bobby Angel
- Matlock (1986) jako Billy Ray Webber
- Niesamowite historie (1987) jako George Willoughby
- Renegat (1992) jako Harry Wells